# Agnes Milowka
Agnes Milowka (Częstochowa, 23 dicembre 1981 – Mount Gambier, 27 febbraio 2011) è stata un'esploratrice australiana di origine polacca, esperta di fotografia subacquea e speleologia.
È morta all'età di 29 anni durante una spedizione nella caverna sotterranea di Tank Cave vicino a Mount Gambier sulla costa dell'Australia del sud.

## Biografia
Nata a Częstochowa, in Polonia, Milowka si trasferì a Melbourne in tenera età con i suoi genitori, frequentando la Caulfield Grammar School dal 1994 al 1999. A scuola, fu campionessa di canottaggio scolastico e finalista nel premio VCE achiever in tutto lo stato. Si laureò in Archeologia Marittima presso la Flinders University (2007), in Business, Marketing e Gestione degli Eventi presso la Victoria University (2008), in Arti, Storia e Studi Australiani presso l'Università di Melbourne (2005), dove è stata presidente del Melbourne University Underwater Club (2003-2005). Nell'estate del 2007 completò un tirocinio a St. Augustine, in Florida, con LAMP (Lighthouse Archaeological Maritime Program), il braccio di ricerca del St. Augustine Lighthouse & Museum, dove partecipò  allo scavo archeologico di siti storici di naufragi. Questo lavoro l'avrebbe introdotta alle immersioni in Florida, dove avrebbe continuato a esplorare vasti sistemi di grotte. Durante la sua formazione, partecipò anche come ricercatrice e subacquea a una serie di progetti di ricerca archeologica subacquea qualitativa.